# Tecnam
Costruzioni Aeronautiche Tecnam je italijanski proizvajalec lahkih letal. Podjetje je bilo ustanovljeno leta 1986, sedež je v Capui, kjer je tudi proizvodnja in travnato letališče Aeroporto di Capua LIAU. Poleg svojih letal, proizvaja tudi komponente za druge proizvajalce.
Costruzioni Aeronautiche Tecnam upravlja z dvema ločenima proizvodnima obratoma v Italiji; Objekt Casoria se nahaja v bližini neapeljskega letališča Capodichino LIRN. Objekt Capua se nahaja v bližini letališča Oreste Salomone LIAU.
Tecnam P2006T je eno izmed najmanjših dvomotornih letal na svetu.

## Zgodovina
Luigi "Gino" Pascale se je rodil v Neaplju v Italiji leta 1923. Skupaj s svojim bratom Giovannijem je zasnoval in izdelal več lahkih letal. Prva dokončana zasnova je bila Partenavia Astore leta 1948 od tod tudi letnica na logu znamke Tecnam. Leta 1951 je Pascale magistriral iz strojništva in leta 1957 postal profesor na univerzi v Neaplu, ko je ustanovil italijansko podjetje za načrtovanje/proizvodnjo letal Partenavia.
Leta 1986 sta brata Pascale ustanovila italijansko podjetje za načrtovanje/proizvodnjo letal Tecnam. Njihov prvotni namen pri ustanovitvi Tecnama je bila proizvodnja letalskih delov v imenu drugih proizvajalcev, ki so sprva vključevali ameriško vesoljsko podjetje Boeing in francoski ATR. Ko se je začel pojavljati trg lahkih športnih letal, sta brata stopila na to področje, najprej s P92 Eaglet, ki je bil dobro sprejet.
Oba brata Pascale ste že pokojna Luigi je umrl 2017 v Neaplju, star 93 let.

## Letala
| Tip letala                                 | Plovnostni standard       | MTOW          | Proizvodnja |
| ------------------------------------------ | ------------------------- | ------------- | ----------- |
| Tecnam P92 JS/LY/Echo Super/Eaglet/Classic | ULN/ EASA CS-VLA          | 450 kg/600 kg | 1992-       |
| Tecnam P96 Golf                            | ULN                       | 450 kg        | 1996-2006   |
| Tecnam P2002 Sierra                        | ULN/ FAA-LSA/ EASA CS-VLA | 600 kg        | 2002-       |
| Tecnam P2004 Bravo                         | ULN                       | 600 kg        | 2002-?      |
| Tecnam P2008                               | ULN/ EASA CS-VLA          | 600 kg        | 2009-       |
| Tecnam Astore                              | ULN/ FAR LSA              | 600 kg        | 2013-       |
| Tecnam P2006T                              | EASA CS-23/ FAR 23        | 1230 kg       | 2009-       |
| Tecnam P2010                               | EASA CS-23/ FAR 23        | 1160 kg       | 2014-       |
| Tecnam P2012 Traveller                     | EASA CS-23/ FAR 23        | 3680 kg       | 2016-       |
| Tecnam P Mentor                            | EASA CS-23/ FAR 23        | 720 kg        | 2022-       |

P, ki je prisoten v oznakah letal, predstavlja italijanska brata Luigi Pascale in Giovanni Pascale konstruktorjev letal, ki sta ustanovila podjetje Tecnam. 